# Diploclisia
Diploclisia Miers – rodzaj roślin z rodziny miesięcznikowatych (Menispermaceae). Obejmuje 2 gatunki występujące naturalnie w Chinach oraz Azji Południowo-Wschodniej.

## Systematyka
Pozycja systematyczna według APweb (aktualizowany system APG III z 2009)
Rodzaj z rodziny miesięcznikowatych (Menispermaceae).
Wykaz gatunków
- Diploclisia affinis (Oliv.) Diels
- Diploclisia glaucescens (Blume) Diels